# Поцілунок на мільйон
«Поцілунок на мільйон» — український комедійний фільм режисера Дмитра Авдєєва. Виробник — кінокомпанія Big Hand Films.

## Сюжет
«Ботан» — випускник університету разом із двома друзями пускається навздогін крутій блогерці, аби переконати маму, що блогерка — його дівчина, інакше доведеться довгі роки працювати під маминим нестерпним наглядом. Разом друзі потрапляють у неймовірні та несподівані пригоди, перевіряють свою мужність, витривалість, здатність до відповідальних рішень та й саму дружбу водночас.

## У ролях
Акторський склад фільму:

| Актор                   | Роль             |
| ----------------------- | ---------------- |
| Єлизавета Василенко     | Кріс             |
| Владислав Демиденко     | Ден              |
| Владислав Гончаров      | Славко           |
| Олександр Вебстер       |                  |
| Дарія Астаф'єва         |                  |
| Василь Вірастюк         |                  |
| Степан Єраносян         | охоронець        |
| Іван Кононенко          | охоронець Віктор |
| Істан Розумний          | Себастьян        |
| Наталія Бережна-Музичко | Валентина        |
| Олексій Баклан          | Антон            |

## Виробництво

### Фільмування
Фільмування кінокомедії розпочалися 8 вересня 2020 року.

## Реліз
Вихід стрічки в український кінопрокат неодноразово переносили; початково прем'єра стрічки в Україні була запланована на 14 лютого 2021 року, однак згодом її перенесли на 2022 рік.